# Свети Архангели (Дупяк)
Вижте пояснителната страница за други значения на Свети Архангели.
„Свети Архангели Михаил и Гавриил“ (на гръцки: Ναός Ταξιαρχών) е средновековна православна църква, разположена край костурското село Дупяк (Диспилио), Егейска Македония, Гърция.

## Местоположение
Църквата е на километър северно от Дупяк, вляво по пътя за Костур, срещу хотел „Цамис“. Църквата е разхположена между две скали, в най-тясната точка на прохода към южния вход на Костур. В основата на скалите има малка пещера, често свързвана с култа към Архангел Михаил, а двете скали силно напомнят на скалата от Чудото в Хони на Архангел Михаил.

## Описание
Руините на църквата са разкопани от костурския историк Панделис Цамисис, който я описва в книгата си „Костур и неговите паметници“. Представлява византийски храм, разположен в подножието на скалите, с квадратни плочи и частично запазени стенописи. Църквата е разрушена при османското завоевание. Между двете скали има крайпътно параклисче „Свети Архангели“, което отбелязва мястото на средновековния храм.